# Ingaevonok
Az ingaevonok ókori germán törzsek egy nagyobb csoportja. idősebb Plinius szerint közéjük tartoztak a cimberek, teutonok és chaucusok. Nagyjából a mai alnémet népeket (szászok, frízek) sorolhatjuk közéjük, de egyes kutatók szerint északi germán csoportok is közéjük tartoznak. Nevük eredete homályos, némelyek szerint egy Ingwaz nevű őstől leszármazottaknak mondták magukat, amely név Freyr isten mellékneve lehetett. Mások szerint a név eredeti jelentése „lándzsások”.